# Cigánykórus
A Cigánykórus egy dalbetét Giuseppe Verdi A trubadúr című operájának II. felvonásának 1. színéből.

Cselekmény: 
a hegyekben, a Biscayai-öbölnél a vándorcigányok napfelkeltekor kovácsmunkába kezdenek, üllőik csengenek.

Azucena, a cigányasszony a tűz mellett ül. Manrico, a trubadúr mellette áll a köpenyébe burkolózva. A sisakja a lábánál. Hosszú ideig mozdulatlanul nézi a kezében levő kardot. Egy cigánybanda tagjai fekszenek körülötte.

## Felvételek
- Giuseppe Verdi:  Trubadur: Cigánykórus a II. felvonásból. Magyar Rádió és Televízió Énekkara és Szimfonikus Zenekara, vezényel Breitner Tamás  YouTube (2016. február 1.)  (Hozzáférés: 2017. október 13.) (audió)
- Giuseppe Verdi:  Cigánykórus a "Trubadúr" című operából. A Magyar Állami Operaház Ének- és Zenekara  YouTube (1954. június 29.)  (Hozzáférés: 2017. október 13.) (audió)